# 肌肉痛
肌肉痛（英語：Myalgia）简称肌痛，如字面意思所言——肌肉的疼痛，是多种疾病的症狀，其最常见的成因是肌肉（群）的過度使用。没有肌肉创伤史的肌肉痛则通常是由病毒感染所引起，而长期肌肉痛则可能是代謝性肌肉病變、營養不良或慢性疲勞症候群。另外，接受某些藥物或疫苗的肌肉注射後也可能會在注射部位造成短暫的肌肉痛。
一般而言，痠、痛、乏的症状与肌肉、软组织损伤较有关，而麻、抽、胀的感受则多和神经病变较相关。

## 治療
當肌痛原因不明時，可採取症狀治療。常見的方式包括熱敷、休息、对乙酰氨基酚、非甾體抗炎藥、肌肉鬆弛劑。